# Pablo Várdai

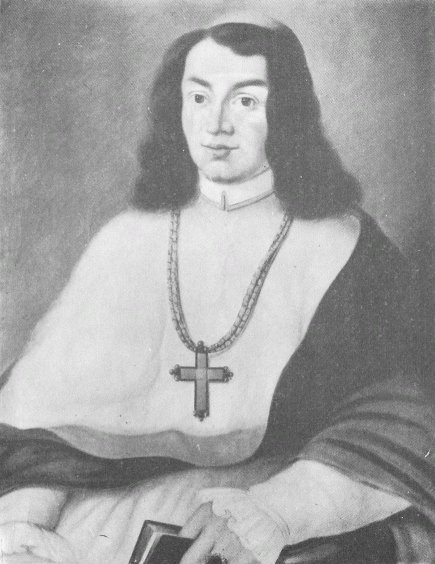
Pablo Várdai, arzobispo de Esztergom.

Pablo Várdai (en húngaro: Várdai Pál) fue el quincuagésimo segundo arzobispo de Esztergom (1483, Kisvárda - 12 de octubre de 1549, Pozsony).

## Biografía
Pablo Várdai nació en 1483 y comenzó su carrera eclesiástica como partidario de la familia húngara aristocrática de los Zápolya cuya cabeza para la época era el conde Esteban de Zápolya. Bajo el reinado de Luis II de Hungría (1516-1526), Várdai fue párroco de óbuda, desde 1519 tesorero real, desde 1521 obispo de Veszprém y desde 1523 obispo de Eger. Durante la asamblea nacional de Hatvan en 1525 la baja nobleza quería que Pablo fuese electo canciller, pero el rey no cumplió con esta petición. El 29 de agosto de 1525 Pablo Várdai acompañó a los ejércitos del rey Luis II, y de los arzobispos húngaros Pablo Tomori y Ladislao Szalkai al enfrentamiento contra los turcos otomanos que sucedió en la batalla de Mohács. El resultado fue catastrófico, pues tanto el rey como los arzobispos y muchos otros nobles, clérigos y soldados perecieron en la batalla, sin embargo Pablo Várdai consiguió escapar. Pronto buscó al conde Juan de Zápolya, voivoda de Transilvania, e hijo del que había sido su Señor, y comenzó la gestión para que éste fuese electo como rey de Hungría. Zápolya se hallaba a mitad de camino para unirse al ejército del rey, pero por falta de tiempo no llegó a Mohács. Igualmente, luego de que el arzobispo de Esztergom Ladislao Szalkai cayó en la batalla, Pablo Várdai fue nombrado por Zápolya y pronto el papa lo confirmó. 
En 1527 el rey Juan I de Hungría se vio forzado a escapar a Polonia, pues Fernando I de Habsburgo, hermano menor del emperador Carlos V reclamaba el trono húngaro para sí mismo a través de los derechos matrimoniales con Ana Jagellón de Hungría y Bohemia, hermana del fallecido Luis II. Sus ejércitos habían invadido los suelos húngaros, y Juan I escapó a la corte del rey polaco Segismundo I Jagellón el Viejo, quien había estado casado con su hermana Bárbara de Zápolya una década antes. En este momento Pablo Várdai cambió de bando declarándose seguidor de Fernando de Habsburgo, quien lo confirmó por su parte en la silla arzobispal. De esta manera, desde 1542 se convirtió en regente real, y conservó su puesto arzobispal durante las siguientes décadas caracterizadas por tensión política entre Juan I y Fernando, pues pronto de Zápolya regresó a Hungría y gobernó hasta su muerte. En 1539 Várdai coronó (con el concentimiento de Fernando) a Isabela Jagellón de Hungría, esposa de Juan I. En 1540 Juan I murió y dejó a su esposa con su hijo recién nacido, Juan Segismundo de Zápolya y meses después el sultán turco ocupó la ciudad de Buda, y pronto sus ejércitos fueron avanzando por todo el reino. Cuando los turcos ocuparon la ciudad de Esztergom en 1543, Pablo Várdai movilizó la sede arzobispal a la ciudad de nagyszombat cerca de la frontera con Austria.

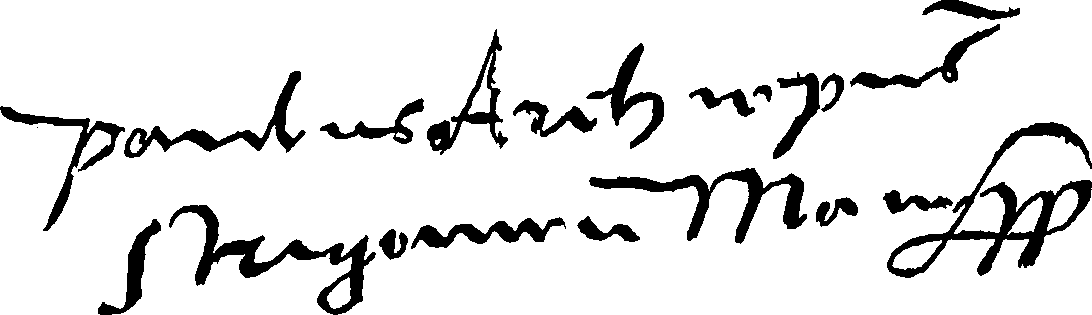
Firma del arzobispo Pablo Várdai

El arzobispo Pablo Várdai murió en 1549 en la ciudad húngara de Pozsony.